# Алексей Барановски
Алексей Георгиевич Барановски (на руски: Алексе́й Гео́ргиевич Барано́вский) е руски писател на произведения в жанра фентъзи и научна фантастика. Пише под псевдонима Алекс Кош (на руски: Алекс Кош; на английски: Alex Kosh).

## Биография и творчество
Алексей Барановски е роден на 15 април 1983 г. в Москва, Русия. Завършва средното училище № 796 през 2000 г. Учи обработка на металите в Московската държавна академия по приборостроене и информатика (МГАПИ). В университета участва във вокална група и в създаването на сборника „Поэзии МГАПИ“, а после и в Пушкинския фестивал.
След дипломирането си през 2005 г. работи на различни места – като монтажник в Останкино, журналист, системен администратор, програмист (Delphi, SQL, C ++, Qt, LINUX, уеб дизайн и т.н.).
Алексей започва да пише своите романи още в университета. Първият му фентъзи роман „Если бы я был вампиром“ е публикуван през 2004 г.
През 2005 г. е издаден първият роман „Огненият факултет“ от забележителната му фентъзи поредица „Занаятът“. В него главен герой е младият ученик от училището за магьосници „Академия на Занаята“ Закари Никерс, който слабо владее магически способности, но напредва в занаята след лекции по тактика и енергетика в неговия Огнен факултет, многочасови медитации, състезания между факултетите… А предстоят още безбройни предизвикателства – уреждане на сметки с тайни общества, разходки по Коридора на Съдбата и чужди светове, магически дуели с по-големи ученици, пътешествие в земите на вампирите и какво ли още ... В негова незаменима помощ са приятелите му Алиса, Чез, Наив, и Невил, а и техният училищен наставник Кейтен. В голяма степен поредицата е като хибрид между Хари Потър и „Операция Хаос“ на Пол Андерсън.
Барановски е член на Съюза на писателите на Русия. На фестивала за фантастика „Сребърна стрела“ (Silverkon) е избран за „Най-добър писател на научна фантастика през 2007 г.“, а също така е удостоен в категорията „Най-добър главен герой“ – за Закари Никерс от серията „Занаятът“.
Алексей Барановски живее в Москва. Увлича се от различни спортове като хокей, карате, кикбокс, ушу, скално катерене, паркур, триатлон, фитнес, културизъм и др.

## Произведения

### Серия „Далечната страна“ (Далёкая страна)

#### Поредица „Ако бях вампир“ (Если бы я был вампиром)
1. Если бы я был вампиром (2004)
2. Вечеринка в стиле „ВАМП“ (2007)
3. Корпорация „ВАМП“ (планирана)

#### Поредица „Занаятът“ (Ремесло)
1. Огненият факултет, Огненный Факультет (2005)
2. Огненият патрул, Огненный Патруль (2006)
3. Огненият орден, Огненный Орден (2011)
4. Огненият легион, Огненный Легион (2013)
5. На волнах огня (планирана)

Занаятът: Легенда за драконовия дар, Ремесло. Легенда о даре дракона (2012) фенпревод
самостоятелна новела, към основната поредица. Действието се развива хронологично преди Огненият факултет, но в основната поредица част от героите се появяват едва в Огненият орден, затова е по-добре да се чете след нея.

### Поредица „Адреналин“ (Адреналин)
1. Игра на маски, Игры масок (2009)
2. Илюзия за поражение, Иллюзия поражения (2021)
3. Принципът на равновесието, Принцип равновесия (2021)
4. Милосердие Проигравших (пише се)

### Поредица „Единакът“ (Одиночка)
1. Дорога мечей (2014)
2. Союз проклятых (2016)
3. Хранитель Подземелья (2021)
4. Древо Страха (2023)
5. Ход мертвецов (2023)
6. Лёд и Гром (2024)
7. Пески Вечности (2024)
8. Забытое Ремесло (2025)
9. Последний Квест (пише се)

### Поредица „Мистик“ (Мистик)
Първоначално името е „Кулак Полуденной Звезды“, с което започва да се издава на хартиен носител, но от 2023 авторът го променя на „Мистик“.
1. Ученик медиума (2021) Ученик на медиум – фен превод[1]
2. Приманка для призраков (2022) Примамка за призраци – фен превод[2]
3. Проклятый (2022) Прокълнат фен превод
4. Медиум на полставки (2023) Медиум на повикване фен превод
5. Я – пожиратель (2024)
6. Нурарихён поневоле (2025)
7. Лакомство для вампира (пише се)

### Сборници
- Никого над нами (2007) – с още 15 автора. Включва разказа „Свобода движения“.
- Меч Императора (2012) – с още 7 автора. Включва разказите „Сказочник особого назначения“ и „Легенда о даре дракона“.
- Богатыри не мы (2017) – с още 23 автора. Включва разказа "Волчье сердце".

### Разкази и повести
- Изповед, Исповедь (2004)
- Писък, Крик (2004)
- Легенда о Геракле (2004)
- Новогодишна приказка, Новогодняя сказка (2004)
- На ръба на лудостта, Грани безумия (2005)
- Късмет за дявола, Удача для черта (2005)
- Свобода на движение, Свобода движения (2007)
- Разказвач със специално предназначение, Сказочник особого назначения (2012)
- Вълче сърце, Волчье сердце (2016)

В България има само фен-преводи на романите на Алекс Кош.